# Hudna
Der arabisch-islamische Rechtsbegriff Hudna, arabisch هدنة, DMG hudna, heißt so viel wie Waffenstillstand. Im islamischen Recht (Scharia) ist eine Hudna die einzige Form friedlicher Koexistenz zwischen dem Gebiet („Haus“) des Islam (Dār al-Islām) und einem nicht unter islamischer Herrschaft stehenden Gebiet („Haus des Krieges“, Dār al-Harb), da ein Friede zwischen beiden Gebieten im klassisch-islamischen Rechtsdenken unmöglich ist.
Eine Hudna konnte abgeschlossen werden, wenn dies im Interesse der Muslime war und insbesondere, wenn eine militärische Unterlegenheit der muslimischen Streitmacht bestand. Die Dauer eines solchen Vertrags war in den Rechtsschulen nicht einstimmig festgelegt. Von den Hanafiten abgesehen durfte nach jeder Rechtsschule ein solcher Vertrag nur temporäre Geltung besitzen.
Der Abschluss einer Hudna soll vom Imam vorgenommen werden, kann jedoch auch delegiert werden.
Ein historisches Beispiel für eine Hudna ist der Frieden von Eisenburg.
Im Nahostkonflikt wurde von der Hamas wiederholt der Abschluss einer Hudna als Zugeständnis an Israel vorgeschlagen, da der streng islamischen Hamas ein regulärer Friedensvertrag unmöglich sei. Die Scharia lässt nur einen Waffenstillstand mit Nichtmuslimen zu, aber keinen Friedensvertrag. Allerdings kann man den Waffenstillstand verlängern, wenn dies notwendig ist. Der israelische Autor Ron Leshem gibt im Buch Feuer. Israel und der 7. Oktober an, dass Hudna eine Dauer von zehn Jahren habe, die Palästinenser hätten ihm zufolge wiederholt Hudna bereitwillig akzeptiert.